# Rompicapo a New York
Rompicapo a New York (Casse-tête chinois) è un film del 2013 diretto da Cédric Klapisch.
È una commedia romantica e fa da seguito a L'appartamento spagnolo del 2002 e a Bambole russe del 2005, entrambi diretti da Klapisch.

## Trama
Xavier è un quarantenne, sta assieme a Wendy, senza essere sposato nonostante lei lo desideri, ed è padre di due figli. La sua vita si divide tra la famiglia e il lavoro da scrittore. Due eventi però sconvolgono la sua già fragile stabilità. Prima decide di donare il seme per aiutare Isabelle, l'amica lesbica, a diventare mamma, poi, improvvisamente, la sua compagna Wendy decide di lasciarlo e di partire per New York assieme al nuovo ricco compagno, portando con sé i bambini.
Xavier decide di abbandonare Parigi per trasferirsi nella "Grande Mela" per non vivere lontano dai figli. Qui trova casa a Chinatown e inizia una nuova vita tra problemi burocratici, lavorativi e sentimentali. Le sue giornate si susseguono cariche di imprevisti e di incontri: cerca in tutti i modi di ottenere l'affidamento congiunto dei figli, organizza un matrimonio bianco per ottenere la cittadinanza americana, ospita Martine, la sua prima fidanzata, in un "viaggio d'affari", ma i due finiscono a letto insieme. Nel frattempo si occupa dei figli - compresa la nuova arrivata - e continua a scrivere il suo romanzo. Martine torna a New York per le vacanze di Pasqua, portando con sé i due figli, e i due continuano a dormire assieme.
Terminate le brevi vacanze Martine deve tornare a Parigi, i due si salutano ma qualcosa vibra nell'aria: Xavier capisce di essere legato alla ragazza, corre in strada e riesce a fermarla mentre sta salendo coi figli sull'autobus per l'aeroporto; le chiede di rimanere con lui lì a New York per cominciare una nuova vita assieme. Il romanzo di Xavier segue di pari passo il lieto fine sentimentale, facendo storcere il naso, durante l'ultima videotelefonata su Skype, all'editore parigino. Durante i titoli di coda vediamo Xavier, con la sua nuova famiglia allargata, finalmente felice: alla fine della trilogia, il cerchio si è chiuso.